# Långtjärnen (Nederkalix socken, Norrbotten, 733178-183233)
Långtjärnen är en sjö i Kalix kommun i Norrbotten och ingår i Kalixälvens huvudavrinningsområde.